# Zanthoxylum paniculatum
Zanthoxylum paniculatum är en vinruteväxtart som beskrevs av Isaac Bayley Balfour. Zanthoxylum paniculatum ingår i släktet Zanthoxylum och familjen vinruteväxter. Inga underarter finns listade i Catalogue of Life.